# Let's Rock
Let's Rock es el tercer álbum recopilatorio del grupo estadounidense de punk rock MxPx. Fue lanzado el 24 de octubre de 2006 en los Estados Unidos y el 13 de noviembre de 2066 en el Reino Unido y el resto del mundo por SideOneDummy Records, que contiene canciones inéditas y lados B de la banda.
El álbum cuenta con doce pistas, incluido los sencillos «Breathe Deep» y «Running Out of Time».

## Antecedentes y lanzamiento
Jerry Finn grabó «You Walk, I Run» durante las sesiones de The Ever Passing Moment, además de grabar «Make Up Your Mind», lanzado en el álbum siete pulgadas The Broken Bones. Ambas canciones aparecieron en la importación australiana de «Responsibility». Las diez pistas restantes no se habían publicado anteriormente y fueron de producción propia.
«Sweet Sweet Thing», una versión acústica, se grabó originalmente con toda la banda durante las sesiones de Before Everything & After con Dave Jerden, que luego se tituló «Family Affair» presentando letras ligeramente diferentes. Estas finalmente quedaron fuera del álbum. Se hicieron vídeos musicales para las canciones «Breathe Deep» y «Running Out of Time».

## Lista de canciones
Todas las canciones fueron escritas por Mike Herrera y arregladas por MxPx.

| CD    |                                                                                                  |          |  |
| N.º   | Título                                                                                           | Duración |  |
| 1.    | «You Walk, I Run» (Regrabado)                                                                    | 2:45     |  |
| 2.    | «Every Light» (Inédito)                                                                          | 2:46     |  |
| 3.    | «1 And 3» (Inédito)                                                                              | 3:19     |  |
| 4.    | «Don't Forget Me (When You're Gone)» (Inédito)                                                   | 3:12     |  |
| 5.    | «Breathe Deep» (Inédito)                                                                         | 2:27     |  |
| 6.    | «Make Up Your Mind» (Regrabado, publicado en Broken Bones)                                       | 1:47     |  |
| 7.    | «Running Out of Time» (Inédito)                                                                  | 3:53     |  |
| 8.    | «Slow Ride» (Inédito)                                                                            | 2:34     |  |
| 9.    | «Where Did You Go?» (Inédito)                                                                    | 3:15     |  |
| 10.   | «Sweet Sweet Thing (acoustic demo)» (Inédito. Ligera modificación de la canción «Family Affair») | 2:49     |  |
| 11.   | «Last Train (acoustic demo)» (Inédito)                                                           | 2:44     |  |
| 12.   | «You Walk, I Run (acoustic demo)» (Inédito)                                                      | 2:37     |  |
| 34:13 |                                                                                                  |          |  |

## Créditos
MxPx
- Mike Herrera – bajo, voz
- Tom Wisniewski – guitarra, voz, coros
- Yuri Ruley – batería, percusión, coros

## Historial de lanzamiento
| País           | Fecha                   | Formato | Sello                |
| -------------- | ----------------------- | ------- | -------------------- |
| Estados Unidos | 24 de octubre de 2006   | CD      | SideOneDummy Records |
| Varios         | 13 de noviembre de 2006 | CD      | SideOneDummy Records |